# Vítězný oblouk (Pchjongjang)
Vítězný oblouk v Pchjongjangu je mohutný památník v Pchjongjangu, hlavním městě KLDR. Leží v městském obvodě Moranbong a formou se jedná o tetrapylon.

## Stavba
Oblouk je 60 metrů vysoký a 50 metrů široký. Svými rozměry se tedy řadí na druhé místo mezi vítězné oblouky. Vzhledově se podobá pařížskému vítěznému oblouku, tento je však ještě o 10 m vyšší.
Má být symbolem odporu Severokorejců proti tlaku Japonska v letech 1925–1945. Byl vystaven roku 1982 k poctě Kim Ir-sena a jeho 70. narozeninám – každý z 25 500 bloků, z kterých se památník skládá, reprezentuje den života bývalého vůdce. 

## Výzdoba a vybavení
V památníku se nachází dvanáct místností, výtahy či vyhlídka pro turisty. Nad každou ze čtyř průchozích bran jsou napsána slova Písně generála Kim Ir-sena a letopočet 1925, kdy bývalý diktátor vyrazil na cestu boje za právo Korejců čelit japonské agresi. V noci bývá památník osvětlen a je tak jedním z největších turistických lákadel severokorejského hlavního města.